# Ceyenne Doroshow
Ceyenne Doroshow (* in Park Slope, NY) ist Autorin, Aktivistin sowie Gründerin und Geschäftsführerin von G.L.I.T.S., einer Organisation, die sich für die Schaffung von nachhaltigem Wohnraum und Gesundheitsversorgung für schwarze Transmenschen einsetzt. Doroshow wurde im Lifestyle-Magazin GQ als Patin der Black-Trans-Lives-Matter-Bewegung beschrieben.

## Karriere und Aktivismus
Doroshows 2012 erschienenes Buch Cooking in Heels: A Memoir Cookbook ist eine Art Memoiren in Form von Rezepten, in dem sie ihre Lebenserfahrungen vor Aktivismus in der Graswurzelbewegung schildert. Das Buch umfasst 40 Rezepte in der Tradition der Südstaatenküche. Nach dem Vorbild von Julia Child werden die Rezepte mit praktischen Hinweisen ergänzt.
2016 gründete Doroshow die Organisation G.L.I.T.S. (Gays and Lesbians Living in a Transgender Society), die sich für die Herstellung von Wohngerechtigkeit und gesundheitlicher Versorgung engagiert. Sie selbst erlebte in ihrer Jugend Wohnungslosigkeit, nachdem sie aus ihrem Elternhaus geworfen worden war. In den Notunterkünften erlebte sie als Transfrau viel Diskriminierung. Sie arbeitete als Sexarbeiterin, um zu überleben. Der Fokus ihrer aktivistischen Arbeit liegt daher auf der Krisenhilfe für Transgender-Sexarbeiter und Sexarbeiterinnen, Asylsuchende und andere marginalisierte Menschen. Für diesen Zweck startete sie laut dem Wall Street Journal 2020 ein Fundraising und nahm über 1 Million Dollar ein. Das Geld investierte sie laut Time Magazin in die Unterbringung von LGBTQIA-Häftlingen in Airbnb-Unterkünften sowie den Kauf eines Wohnkomplexes mit mehreren Wohneinheiten in Queens, welches nun G.L.I.T.S. zur Verfügung steht.
Im Juni 2020 war Doroshow Mitorganisatorin des historischen Liberation March, eines Schweigemarsches von Black Trans Lives Matter in Brooklyn, NY, zusammen mit der Aktivistin Raquel Willis, dem Künstler und Aktivisten West Dakota, der Familie von Iyanna Dior und mehreren schwarzen und transgender Gemeinschaftsorganisationen, darunter das Marsha P. Johnson Institute, The Okra Project und Black Trans Femmes in the Arts.
Im Jahr 2021 wurde Ceyenne Doroshow zur Grand Marshal der New York City Pride Parade gewählt.
2024 ehrte Outwords, eine gemeinnützige Organisation mit Sitz in Kalifornien, Doroshow für ihren Aktivismus in und durch G.L.I.T.S. und dessen führende Position in der Beschaffung von Wohnraum und sozialen Diensten für die Trans-Gemeinschaft.
Ceyenne Doroshow ist international als Sprecherin aktiv, so zum Beispiel beim Sex Workers’ Festival of Resistance des MOMA/PS1 und bei der Welt-AIDS-Konferenz 2018 in Amsterdam. Zudem hielt sie Beiträge bei The Desiree Alliance, Creating Change, SisterSong und Harm Reduction Coalition. Sie sitzt außerdem in Gremien verschiedener sozialer Organisationen wie SWOP-USA, Caribbean Equality Project, dem SOAR Institute and NYTAG.
Medial ist Doroshow in den Dokuserien Pride von Hulu, Red Umbrella Diaries, Showtime’s OZ und Miss Major vertreten.